# Alex Hyde-White
Alexander Punch Hyde-White, detto Alex (Londra, 30 gennaio 1959), è un attore statunitense, di origini inglesi.

## Biografia
Figlio degli attori Wilfrid Hyde-White e Ethel Koreman e fratello della costumista Juliet Hyde-White, è stato sposato dal 1986 al 1992 con l'attrice Karen Dotrice da cui ha avuto un figlio. Dal 1997 è sposato con la produttrice Shelly Bovert, da cui ha avuto un altro figlio, nato nel 2001.

## Filmografia

### Cinema
- Giocattolo a ore (The Toy), regia di Richard Donner (1982)
- The Tragedy of Romeo and Juliet, regia di William Woodman (1982)
- Avventura nel tempo (Biggles: Adventures in Time), regia di John Hough (1986)
- Ishtar, regia di Elaine May (1987)
- Il fantasma dell'opera (The Phantom of the Opera), regia di Dwight H. Little (1989)
- Indiana Jones e l'ultima crociata (Indiana Jones and the Last Crusade), regia di Steven Spielberg (1989)
- Pretty Woman, regia di Garry mashall (1990)
- Ironclads, regia di Delbert Mann (1991)
- The Fantastic Four, regia di Oley Sassone (1994)
- The Alien Within, regia di Scott P. Levy (1995)
- Prova a prendermi (Catch Me If You Can), regia di Steven Spielberg (2002)
- Gods and Generals, regia di Ronald F. Maxwell (2003)
- See Arnold Run, regia di James B. Rogers (2005)
- Night Club, regia di Sam Borowski (2011)
- Le avventure di Tintin - Il segreto dell'Unicorno (The Adventures of Tintin) - film di animazione, regia di Steven Spielberg (2011) - voce
- Three Days (of Hamlet), docu-film, regia di Alex Hyde-White (2012)
- I Fantastici Quattro - Gli inizi (The Fantastic Four: First Steps), regia di Matt Shakman (2025)

### Televisione
- Galactica (Battlestar Galactica) – serie TV, 2 episodi (1978)
- Captain America II: Death Too Soon, regia di Ivan Nagy – film TV (1979)
- The Seekers – miniserie TV (1979)
- Buck Rogers (Buck Rogers in the 25th Century) – serie TV, 4 episodi (1981)
- Il brivido dell'imprevisto (Tales of the Unexpected) – serie TV, episodio 4x04 (1981)
- Voyagers! - Viaggiatori del tempo (Voyagers!) – serie TV, episodio 1x07 (1982)
- The First Olympics: Athens 1896, regia di Alvin Rakoff – miniserie TV (1984)
- Matlock – serie TV, episodio 1x05 (1986)
- Supercarrier – serie TV (1988)
- La signora in giallo (Murder, She Wrote) – serie TV, episodi 7x22-8x18 (1991-1992)
- Walker Texas Ranger – serie TV, episodio 2x17 (1994)
- Legend – serie TV, 1 episodio (1995)
- Babylon 5 – serie TV, episodio 2x16 (1995)
- Un detective in corsia (Diagnosis: Murder) – serie TV, episodio 5x11 (1997)
- West Wing - Tutti gli uomini del Presidente (The West Wing) – serie TV, episodio 4x16 (2003)
- Senza traccia (Without a Trace) – serie TV, 1 episodio (2005)
- Bones – serie TV, episodio 2x01 (2006)
- NCIS - Unità anticrimine (NCIS) – serie TV, episodio 7x17 (2010)
- The Mentalist – serie TV, episodio 4x05 (2011)
- Dexter – serie TV, episodio 6x09 (2011)
- Game Change, regia di Jay Roach – film TV (2012)
- Agents of S.H.I.E.L.D. – serie TV, episodio 3x02 (2015)
- Shameless – serie TV, episodio 6x01 (2016)
- This Is Us – serie TV, episodio 4x01 (2019)
- General Hospital – serie TV, 2 episodi (2020)
- Dahmer - Mostro: la storia di Jeffrey Dahmer (Monster: The Jeffrey Dahmer Story) – miniserie TV, episodio 3 (2022)

## Doppiatori italiani
Nelle versioni in italiano dei suoi lavori, Alex Hyde-White è stato doppiato da:
- Ambrogio Colombo in Criminal Minds,[1] Dahmer - Mostro: la storia di Jeffrey Dahmer[2]
- Roberto Chevalier in Pretty Woman[3]
- Edoardo Nordio ne La signora in giallo[4]
- Lucio Saccone in The Mentalist[5]
- Gianni Quillico in Ally McBeal[6]
- Alberto Angrisano in Agents of S.H.I.E.L.D[7]